# Peter Sullivan
Peter Sullivan (n. 30 noiembrie 1976, Shrewsbury⁠(d), Massachusetts, SUA) este un scenarist american, regizor și producător de film. A produs peste 150 de filme și a regizat peste 40 de filme, majoritatea pentru televiziune.

## Biografie
Peter Sullivan s-a născut în Shrewsbury, Massachusetts și a absolvit   Școala de Arte Tisch de la NYU  cu o diplomă în Film și Televiziune.
Cel mai recent a regizat trei filme în 2013: Hidden Away, un thriller cu Emmanuelle Vaugier, Ivan Sergei, Sean Patrick Flanery, Allie Gonino și Elisabeth Rohm; un film de Crăciun, Dear Secret Santa, cu Tatyana Ali, Jordin Sparks, Lamorne Morris, Ernie Hudson, Bill Cobbs, și Della Reese un thriller care are loc într-o facultate.
A mai regizat un film pentru  Lionsgate, Summoned cu Cuba Gooding Jr., Ashley Scott și Bailey Chase; filme Lifetime originale de Crăciun: All About Christmas Eve, cu Haylie Duff, Chris Carmack, Connie Sellecca  și Patrick Muldoon și Tornada din Texas (Christmas Twister), cu Casper Van Dien, Victoria Pratt și Richard Burgi; 12 Wishes of Christmas, cu Elisa Donovan, Fred Willard, Gabrielle Carteris, Michael Gross, Chonda Pierce, Sarah Thompson și David O'Donnell sau The Dog Who Saved Halloween cu Dean Cain, Gary Valentine, Elisa Donovan, Curtis Armstrong, Joey Lawrence, Mayim Bialik și Lance Henriksen, scurtmetrajul premiat Stephen King Night Surf și serialul web de comedie Everyone Counts despre recensământul din 2010 cu French Stewart.  În vara anului 2007, a regizat un serial despre scene din spatele scenei, In the Motherhood cu Leah Remini, Chelsea Handler și Lainie Kazan.
A mai colaborat ca scenarist la filme ca Abandoned, cu Brittany Murphy în ultimul ei rol, Dean Cain, Mimi Rogers, Peter Bogdanovich și Tim Thomerson; filmul Hallmark  Christmas Wedding Tail cu Jennie Garth, Brad Rowe, Tom Arnold, Jay Mohr și Nikki Cox; A Valentine Date, cu Elisa Donovan, Brad Rowe, Tom Skeritt, Fred Willard, John Schneider, Catherine Hicks și Tracey Gold; Stolen, cu Emmanuelle Vaugier și Corbin Bernsen; Obsession, cu Charisma Carpenter; Seduced by Lies, cu Josie Davis; Eve's Christmas cu Elisa Donovan și Cheryl Ladd, unul dintre filmele Lifetime de Crăciun cu cel mai ridicat rating; His and Her Christmas (Crăciunul lor) cu Dina Meyer și David Sutcliffe; filmul New Line Cinema Poison Ivy 4: The Secret Society cu  Catherine Hicks, Greg Evigan, Miriam McDonald și Shawna Waldron; filmul Syfy original Killer Mountain cu Emmanuelle Vaugier, Aaron Douglas, Paul Campbell, Torrance Coombs și Crystal Lowe; The Perfect Student cu Natasha Henstridge, Brea Grant și Josie Davis; A Christmas Proposal cu Nicole Eggert, Tom Arnold, David O'Donnell, Shannon Sturges, David DeLuise, și nominalizatul la Oscar Patty McCormack; “Termination Point,” cu Jason Priestley și Lou Diamond Phillips; Blind Injustice cu Jamie Luner, Josie Davis și Theresa Russell; Cave In cu Mimi Rogers și Ted Shackelford; Secret Lives cu Daphne Zuniga și Duncan Regehr; Crăciunul lor (His & Her Christmas) cu Dina Meyer, Paula Devicq și David Sutcliffe; Trapped, cu Alexandra Paul, Nicholas Turturro și Dennis Christopher;  Hydra cu George Stults; Past Lies, cu Nicole Eggert și Ty Olsson; Encounter With Danger, cu Shannen Doherty și Mark Humphrey; “Faultline” cu Doug Savant.  A mai co-scris scenariul filmului cu dezastre aeriene   Turbulent Skies împreună cu regizorul Fred Olen Ray, cu Casper Van Dien, Nicole Eggert, Patrick Muldoon și Brad Dourif.
A mai scris scenariul refacerii filmului B clasic  Invasion of the Bee Girls pentru producătorul  Fred Weintraub (Enter the Dragon); al “Final Sanction,” un film de acțiune cu  Steven Seagal  sau  al “The Tower,” un film de groază produs de Cinetel Films.
În 2008, Peter a devenit vice-președinte al companiei de producție a lui Jeffrey Schenck, ARO Entertainment.  Printre filmele la care a colaborat se numără: Jersey Shore Shark Attack, cu Paul Sorvino, Jack Scalia, William Atherton și Joey Fatone; Wyatt Earp's Revenge, cu Val Kilmer, a co-produs alături de ABC Family filmul de familie de succes The Dog Who Saved Christmas cu Dean Cain, Gary Valentine, Elisa Donovan, Mindy Sterling și Adrienne Barbeau; și continuările sale The Dog Who Saved Christmas Vacation și The Dog Who Saved the Holidays; filmul cu submarine  Silent Venom cu Luke Perry, Tom Berenger, Krista Allen și Louis Mandylor; filmele originale Syfy Channel Phantom Racer cu Greg Evigan și Nicole Eggert și Ice Road Terror cu Brea Grant și Michael Hogan,  American Bandits: Frank and Jesse cu Peter Fonda, George Stults și Jeffrey Combs; The Boy Next Door, cu Dina Meyer și Cory Monteith; Christmas Town, cu Nicole de Boer și Patrick Muldoon; The Christmas Clause cu Lea Thompson;  Desperate Escape cu Elisabeth Röhm și Michael Shanks; Trace of Danger cu Emmanuelle Vaugier și Ivan Sergei; A Nanny For Christmas (O dădacă de Crăciun) cu Emmanuelle Vaugier, Dean Cain, Cynthia Gibb și Richard Ruccolo; și Nightfall cu Dominique Swain.  De asemenea este co-producător al serialului web   Woke Up Dead cu Jon Heder, Krysten Ritter, Josh Gad și Wayne Knight.
În afară de munca sa la filme, Peter a mai scris pentru site-ul Latino Review, fiind și co-autor al romanului grafic de groază Burning Man împreună cu Stephen Stern (autor al “Zen the Intergalactic Ninja”) și Kenneth Ceballos.
Peter locuiește în Encino, California.

## Filmografie
- The Good Man's Sin (1999, s.)
- Night Surf (2002)
- Into the Maelstrom (2005, s.)
- Game Over (2005)
- Halloween-ul cățeilor (2011), titlu original: The Dog Who Saved Halloween
- Rezoluții pentru Crăciun (2012), titlu original: 12 Wishes of Christmas
- Totul despre Crăciun cu Eve (2012), titlu original: All About Christmas Eve
- Tornada din Texas (2012), titlu original: Christmas Twister
- Citația (2013)
- Nu te poți ascunde! (2013), titlu original: Hidden Away
- Dear Secret Santa (2013)
- High School Possession (2014)
- Christmas Under Wraps (2014)[4]
- A Christmas Mystery (2014)
- Kidnapped: The Hannah Anderson Story (2015)
- Cadoul preferat (2015), titlu original: 12 Gifts of Christmas
- Ominous (2015)
- Zborul de dinainte de Crăciun (2015), titlu original: The Flight Before Christmas
- His Double Life (2016)
- Prințul verii mele (2016), titlu original: My Summer Prince
- Culisele iubirii de Crăciun (2016), titlu original: Broadcasting Christmas
- The Sandman (2017)
- Wrapped Up In Christmas (2017)
- Sharing Christmas (2017)
- Cucuy: The Boogeyman (2017)
- My Christmas Inn (2018)
- Jingle Belle (2018)
- Obsesie secretă  (2019), titlu original: Secret Obsession
- The Secret Lives of Cheerleaders (2019)
- Călătorie de Crăciun (2019), titlu original: The Road Home for Christmas
- Escapadă fatală (2020), titlu original: Fatal Affair
- The Christmas Edition (2020)
- Love Accidentally (2022)
- Hanul de Crăciun  (2022), titlu original: A Cozy Christmas Inn
- Cazul diamantului de Crăciun (2022), titlu original: The Case of the Christmas Diamond
- Prinț și cerșetor de Crăciun  (2022), titlu original: A Prince and Pauper Christmas
- A Nurse to Die For (2023)
- Trapped in the Farmhouse (2023)
- To Kill a Stepfather (2023)
- Secrets in the Desert (2023)
- Break In (2023)
- Silent Night, Fatal Night (2023)
- Killer Fortune Teller (2023)
- The Merry Gentlemen (2024)

## Legături externe
- Peter Sullivan la Internet Movie Database
- Stephen King Short Movies - Interview (12 septembrie 2004)